# Deutsch-Dänischer Krieg
Missunde • Königshügel • Danewerk • Schlei • Oeversee • Jütland • Vejle • Jasmund • Düppeler Schanzen • Fredericia • Helgoland • Alsen • Lundby • Nordfriesische Inseln

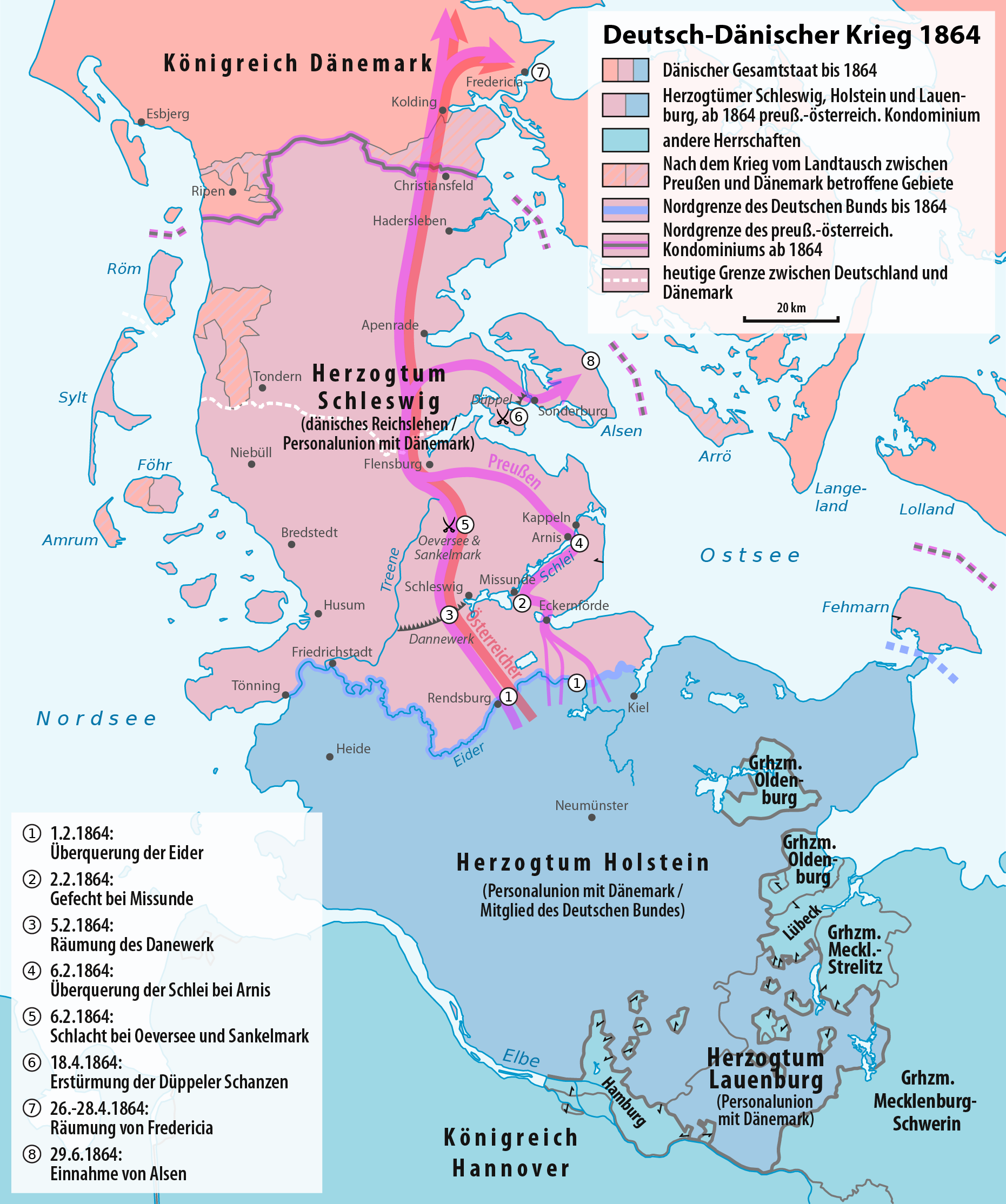
Verlauf des Deutsch-Dänischen Krieges

Der Deutsch-Dänische Krieg vom 1. Februar 1864 bis zum 30. Oktober 1864 war ein militärischer Konflikt um die Herzogtümer Schleswig und Holstein, insbesondere um die nationale Zugehörigkeit des Herzogtums Schleswig, das mit der Novemberverfassung von 1863 verfassungsrechtlich stärker an Dänemark angebunden werden sollte, während zugleich die deutschgesinnte Bewegung Schleswig in Verbindung mit Holstein einem zu schaffenden deutschen Nationalstaat anschließen wollte. Die Kriegsgegner waren einerseits Preußen und das Kaisertum Österreich, andererseits der Dänische Gesamtstaat. Der Krieg, bei dem Preußen und Österreich den Sieg davontrugen, wird in Abgrenzung zur Schleswig-Holsteinischen Erhebung (1848–1851) auch als Zweiter Schleswigscher Krieg oder Zweiter Schleswig-Holsteinischer Krieg bezeichnet. Der Deutsch-Dänische Krieg von 1864 war der erste deutsche Einigungskrieg; ihm folgten der Deutsche Krieg von 1866 und der Deutsch-Französische Krieg von 1870/71.
Der dänische König war Herzog der Herzogtümer Schleswig, Holstein und Sachsen-Lauenburg. Holstein und Lauenburg hatten bis 1806 zum Heiligen Römischen Reich gehört und waren Mitgliedsstaaten des Deutschen Bundes. Das Herzogtum Schleswig war dagegen ein Lehen Dänemarks; sprachlich-kulturell war es gemischt (nieder)deutsch, dänisch und friesisch geprägt. Zugleich waren Schleswig und Holstein seit dem Spätmittelalter eng miteinander verbunden und galten in der Erinnerung sowie ausdrücklich im Vertrag von Ripen (1460) als up ewig ungedeelt. Mit dem Wunsch nach Bildung einheitlicher Nationalstaaten im 19. Jahrhundert wurde Schleswig sowohl von deutschen als auch von den dänischen Nationalliberalen beansprucht, was mit zum Krieg von 1848 bis 1851 geführt hatte. Damals war der Versuch, Holstein und Schleswig gewaltsam von der dänischen Krone zu lösen, noch gescheitert.
Nachdem die vorherige Gesamtstaatsverfassung unter anderem vom Deutschen Bund verworfen worden war, erließ die dänische Regierung 1863 die sogenannte Novemberverfassung, die zum Ziel hatte, Schleswig entgegen dem Londoner Protokoll von 1852 verfassungsrechtlich in das eigentliche Königreich einzubinden. Bereits 1851 waren Sprachreskripte beschlossen worden, die den schleichenden Sprachwechsel zum Deutschen in den mittleren Teilen Schleswigs aufhalten sollten und auf deutscher Seite auf starken Widerstand gestoßen waren. Um eine Zurücknahme der Novemberverfassung zu erwirken, besetzten im Dezember 1863 Truppen des Deutschen Bundes im Rahmen der Bundesexekution die Bundesstaaten Holstein und Lauenburg. Unter Protest der Mittelstaaten des Deutschen Bundes überschritten am 1. Februar 1864 preußische und österreichische Truppen rechtswidrig auch die entlang der Flussläufe von Eider und Levensau verlaufende Grenzlinie zu Schleswig und markierten so den Beginn des Deutsch-Dänischen Krieges. Mit der Besetzung Schleswigs sollte Dänemark zum Einlenken gebracht werden, die Novemberverfassung zurückzunehmen. Preußen hatte allerdings wohl von Anfang an die Absicht verfolgt, Teile der sogenannten Elbherzogtümer zu annektieren, unter anderem, um einen Kanal durch Holstein bauen zu können.
Der Krieg endete, nachdem Preußen und Österreich nach Schleswig auch den Rest der dänischen Halbinsel Jütland erobert hatten. Im Wiener Frieden trat der dänische König die Herzogtümer Schleswig, Holstein und Lauenburg an die beiden deutschen Großmächte ab. Sie regierten die Herzogtümer bis 1866 als Kondominium. Streit über die Zukunft der Elbherzogtümer führte letztlich im Sommer 1866 zum Deutschen Krieg zwischen Österreich und Preußen. Nach dem preußischen Sieg gehörte ganz Schleswig-Holstein als Provinz zu Preußen.

## Ursachen

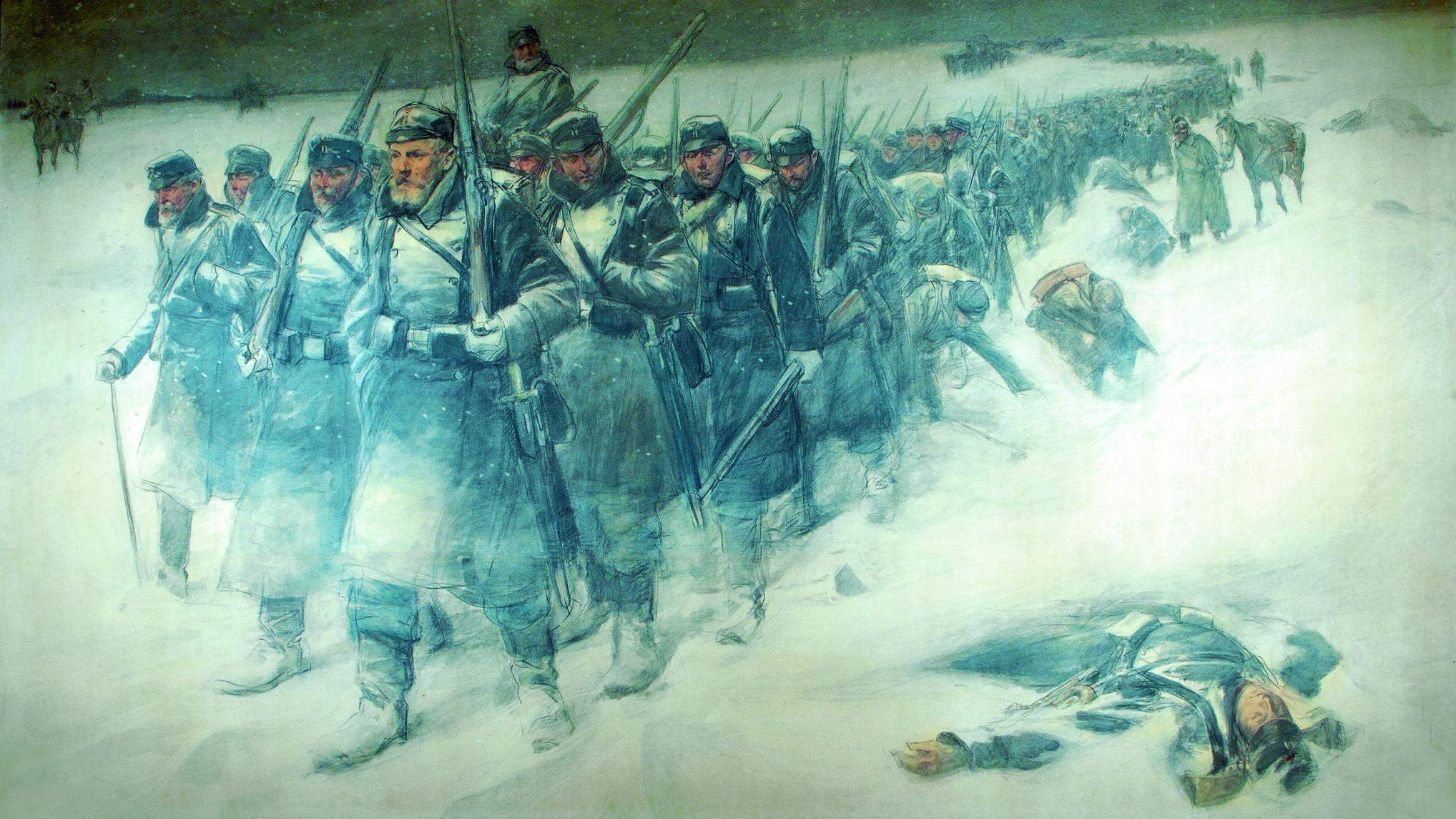
Der Rückzug vom Danewerk

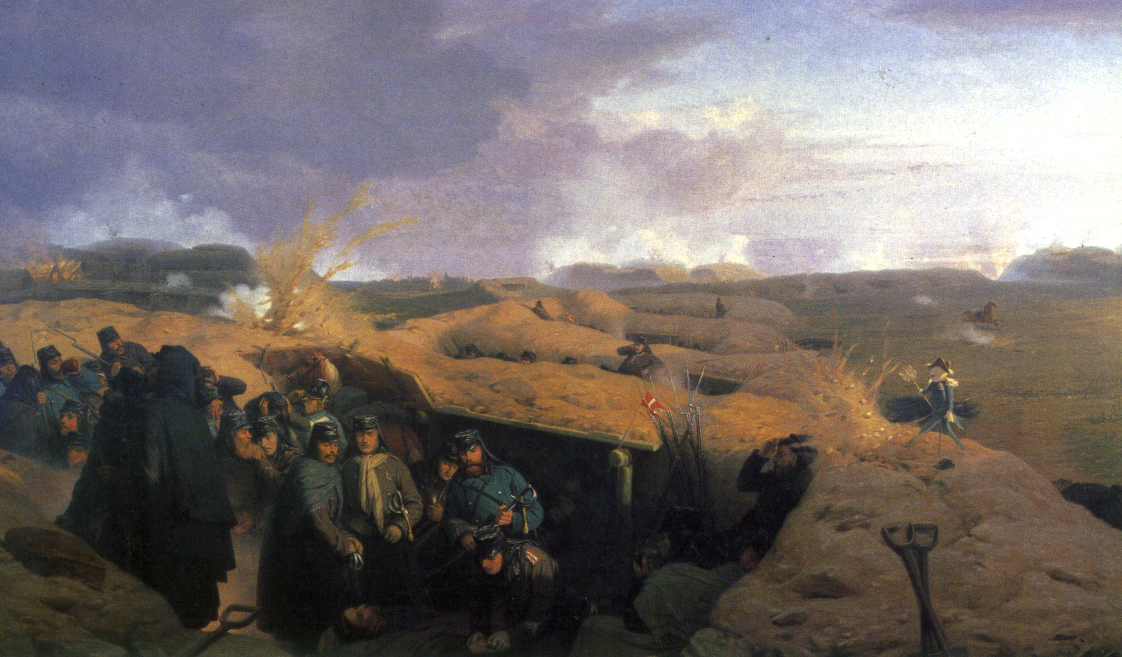
Belagerung der Schanzen von Düppel, Jørgen Valentin Sonne, 1871

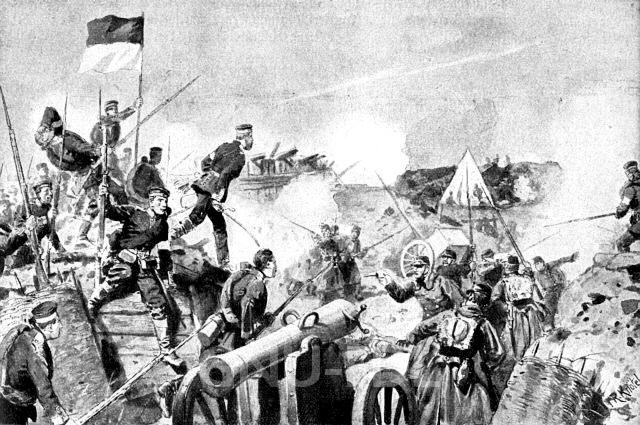
Erstürmung der Düppeler Schanzen

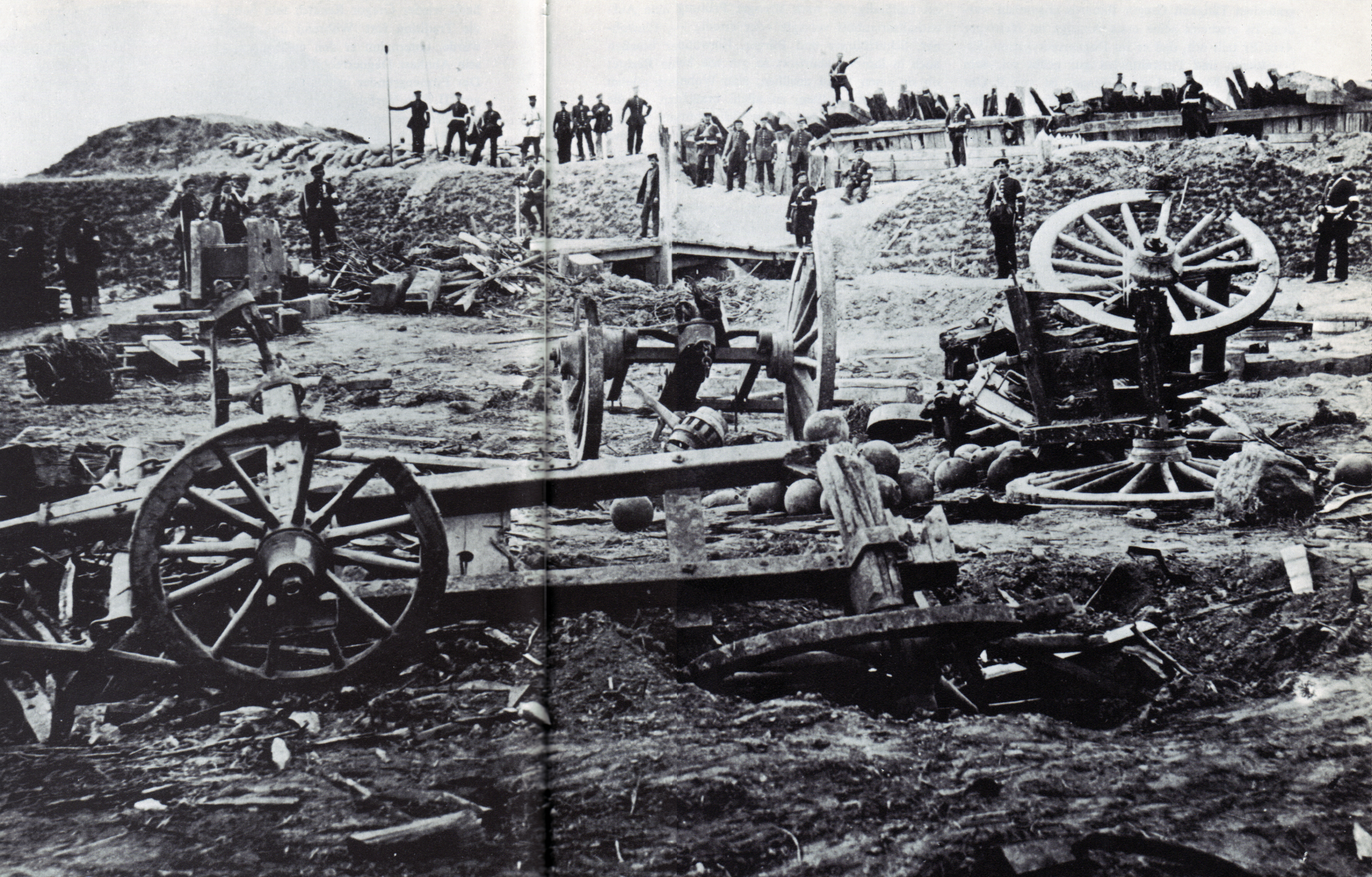
Die Düppeler Schanze am Tag nach ihrer Erstürmung, 19. April 1864. Foto von Friedrich Brandt

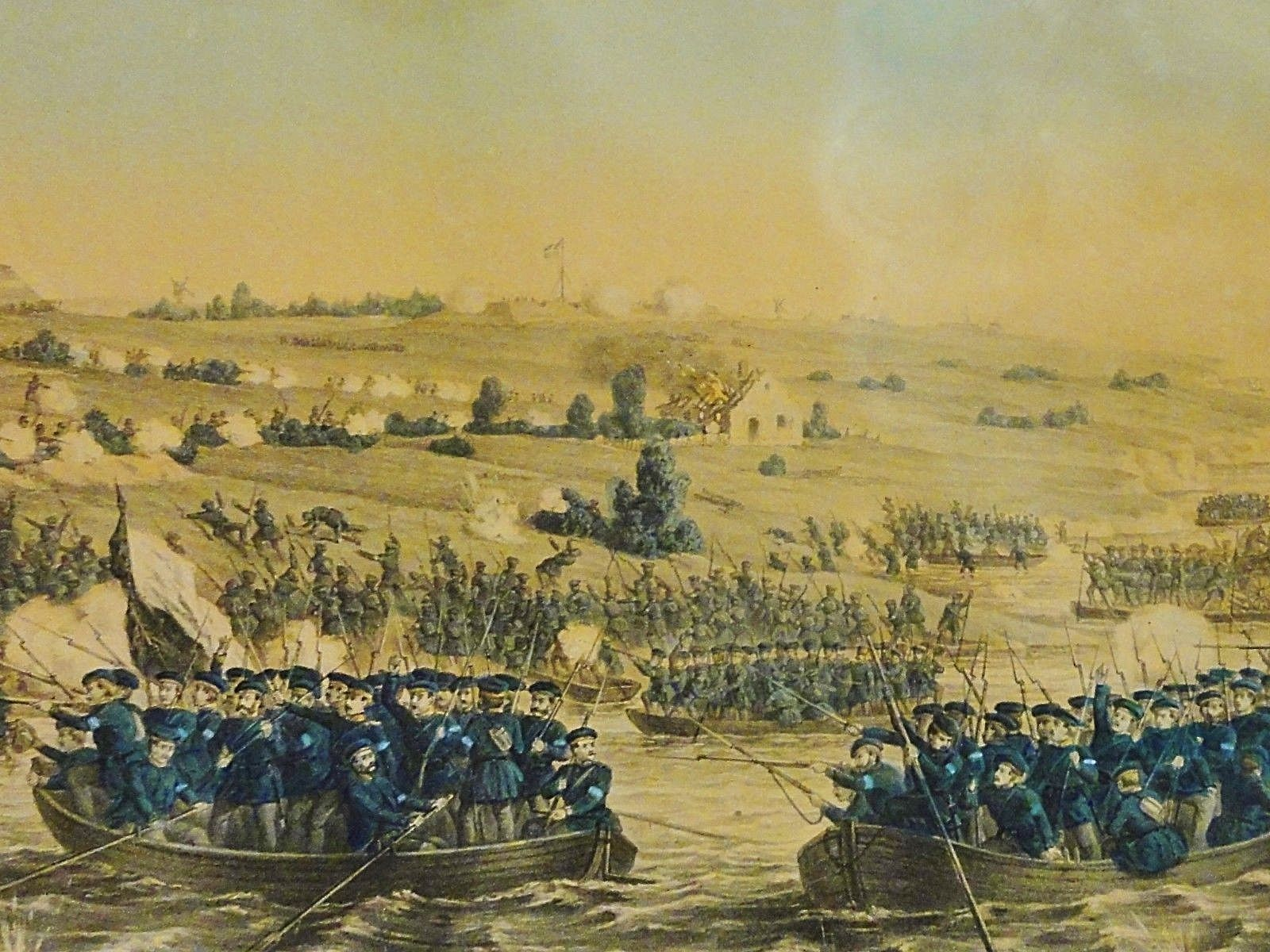
Die Erstürmung der Insel Alsen durch die Preußen, 1864

Mit der Schleswig-Holsteinischen Erhebung von 1848 bis 1851 kam es zum ersten militärischen deutsch-dänischen Konflikt der Neuzeit. Die schleswig-holsteinische Bewegung opponierte gegen Dänemark und forderte den Zusammenschluss Schleswig und Holsteins innerhalb eines deutschen Staatenbundes. Dem standen die dänischen Nationalliberalen entgegen, welche die Vereinigung Schleswigs mit Dänemark forderten. Beide Bewegungen entsprachen sich in ihren Forderungen nach einer Verfassung und liberalen Grundrechten, waren jedoch in Hinblick auf die nationale Anbindung Schleswigs zutiefst uneins. Bis dahin waren die Herzogtümer Schleswig (als dänisches Lehen) sowie Holstein und Lauenburg (als Mitgliedsstaaten des Deutschen Bundes) mit dem dänischen König in Personalunion verbunden und bildeten so den Dänischen Gesamtstaat. Sprachlich-kulturell waren Holstein und Lauenburg (nieder-)deutsch geprägt, in Schleswig dagegen waren sowohl Dänisch, Hoch- und Niederdeutsch sowie Nordfriesisch verbreitet, wobei in den südlich-mittleren Teilen Schleswigs im 19. Jahrhundert ein Sprachwandel vom Dänischen und Friesischen zum (Nieder-)deutschen stattfand.
Nach dem Scheitern der Erhebung behielt die dänische Krone zunächst die Hoheit über die Herzogtümer. Das Londoner Protokoll von 1852, das den Krieg rechtlich abschloss, hielt am Gesamtstaat fest, schrieb jedoch auch vor, Schleswig nicht stärker an Dänemark zu binden als Holstein. Somit war eine von deutschen und dänischen Nationalliberalen favorisierte nationalstaatliche Lösung nicht möglich. Stattdessen wurde auf Druck der Alliierten der multi-ethnische und paternalistisch-konservative Gesamtstaat wiedereingeführt. Dies führte zu der Situation, dass im eigentlichen Königreich Dänemark mit dem 1849 eingeführten Grundgesetz ein parlamentarisches und konstitutionell-monarchistisches Modell bestand, während in den Herzogtümern die Ständeversammlungen, die nur die Oberschicht repräsentierten und nur beratende Funktionen hatten, ihre Arbeit wieder aufnahmen. Die von der deutschen Regierung eingesetzten Beamten verloren zum größten Teil ihr Amt und Einkommen. So wurde etwa 1852 Theodor Storm durch den dänischen Minister für Schleswig Friedrich Ferdinand Tillisch die Advokatur entzogen, worauf dieser das Land verließ. Das seit 1848 eingesetzte schleswig-holsteinische Papiergeld wurde entschädigungslos für wertlos erklärt. Dagegen wurden den Herzogtümern ein großer Anteil der Kosten für den gegen sie geführten Krieg aufgebürdet. Während Dänemark durch eine Verfassung über eine fast uneingeschränkte Pressefreiheit verfügte, volles Vereins- und Versammlungsrecht besaß und seinen Bürgern Sicherheit gegen polizeiliche Willkür durch juristische Verfahren gewährleistete, waren diese Rechte in den Herzogtümern unbekannt. Die unabhängige Presse wurde mit schweren Strafen unterdrückt. Deutsche Vereine und Versammlungen waren generell verboten. Durch die Sprachreskripte von 1851 versuchte die dänische Regierung zudem, in Teilen Schleswigs, in denen sich in den vergangenen Jahrzehnten ein Sprachwechsel hin zum Deutschen vollzogen hatte, die dänische Sprache wieder einzuführen.
Als gemeinsame Klammer zwischen Königreich und Herzogtümern wurde 1855 die Gesamtstaatsverfassung eingeführt, nach der übergeordnete Politikbereiche wie die Außen- und Finanzpolitik von einem gemeinsamen Reichsrat behandelt werden sollten. Die einzelnen Territorien des Gesamtstaates fungierten hierbei wie Teilstaaten zueinander. Die Verfassung stieß jedoch auf Kritik. Auf dänischer Seite wurde unter anderem moniert, dass der Reichsrat nach einem privilegierten Wahlrecht zusammengesetzt wurde und somit im Verhältnis zum dänischen Grundgesetz eine Einschränkung allgemeiner demokratischer Rechte darstellte. Auf deutscher Seite fand unter anderem die Repräsentation der Herzogtümer im Reichsrat Kritik, was dazu führte, dass die holsteinische Ständeversammlung die Verfassung verwarf und sie 1858 vom Deutschen Bund für Holstein und Lauenburg außer Kraft gesetzt wurde. Da die Deutsche Bundesakte von 1815 für jedes Mitglied eine landständische Verfassung vorschrieb, kam das vom dänischen König in Personalunion regierte Holstein seitdem der Bundesordnung nicht mehr nach. Da die Verfassung nun allein für Dänemark und Schleswig Bestand hatte, widersprach sie sowohl ihrer eigenen Intention als Gesamtstaats-Verfassung als auch den inhaltlichen Bestimmungen des Londoner Protokolls.
Um der Verwaltung des Gesamtstaates wieder Handlungsfähigkeit zu geben, bereitete die Kopenhagener Regierung zu Beginn der 1860er-Jahre eine neue Verfassungsordnung vor, die den Einfluss der Holsteinischen Ständeversammlung minimieren und zugleich Schleswig stärker an das Königreich binden sollte. Mit dem Märzpatent vom März 1863 erklärte der dänische König Friedrich VII., dass ein verfassungsrechtliches Modell geschaffen werden solle, das aus einer Personalunion zwischen Dänemark mitsamt Schleswig einerseits und Holstein und Lauenburg andererseits bestehen sollte. Entsprechend wurde im September des gleichen Jahres der Entwurf der Novemberverfassung publiziert, die allein in Dänemark und Schleswig Gültigkeit haben sollte. Die Verfassung stand jedoch im Konflikt mit den Bestimmungen des Londoner Protokolls und führte zu Protesten von Seiten der deutschen Nationalbewegung und des Deutschen Bundes. Unterstützung erhielt die dänische Regierung dagegen vom panskandinavisch orientierten schwedischen König Karl XV. Der Deutsche Bund beschloss schließlich am 1. Oktober 1863 die Bundesexekution gegen Holstein und Lauenburg. Dem preußischen Ministerpräsidenten Otto von Bismarck gelang es, die Einbeziehung Österreichs in die Bundesexekution zu erwirken, so dass mit der Durchführung der Besetzung von Holstein und Lauenburg Österreich, Preußen, Sachsen und Hannover gemeinsam beauftragt wurden. Trotz der beschlossenen (jedoch noch nicht durchgeführten) Bundesexekution wurde die Novemberverfassung am 13. Oktober 1863 vom dänischen Parlament beschlossen.
Als Friedrich VII. am 15. November 1863 noch vor der Unterzeichnung (und Inkraftsetzung) der Novemberverfassung starb, stand der neue König Christian IX. aus der Linie Glücksburg vor einem Dilemma:
- die Unterzeichnung würde mit hoher Wahrscheinlichkeit zu einem deutschen Aufstand in Schleswig und Holstein und zu einem Krieg mit Preußen und Österreich führen
- die Nichtunterzeichnung würde mit genauso hoher Wahrscheinlichkeit zu einer Revolution in Dänemark führen; die liberale Mehrheit im Parlament war bereit, ihn in diesem Falle des Thrones zu entheben und ggf. stattdessen den skandinavistisch orientierten schwedischen König Karl XV. einzusetzen

Christian unterschrieb schließlich am 18. November 1863 die neue Verfassung – darauf hoffend, dass der militärisch nicht zu gewinnende Krieg durch politische Interventionen doch glimpflich für den Staat ausgehen könnte.
Im Widerspruch zum Londoner Protokoll hatte nach dem Tode König Friedrichs auch Prinz Friedrich aus der Linie Augustenburg behauptet, die Thronfolge in den Herzogtümern angetreten zu haben, und sich selbst als „Friedrich VIII.“ zum Herzog proklamiert. Da er sich in seiner Proklamation auf die sehr liberale Verfassung von 1848 bezog, fand er in der öffentlichen Meinung weitgehend Anerkennung.
Die Besetzung Lauenburgs und Holsteins durch das Bundesheer wurde schließlich am 23. Dezember 1863 durchgeführt. Die Verwaltung der beiden Herzogtümer wurde zwei Bundeskommissaren übertragen. In diesem Teil des von ihm beanspruchten Herrschaftsgebietes kam es zu zahlreichen Huldigungen an Friedrich, der auch von den meisten deutschen Mittel- und Kleinstaaten unterstützt wurde, die sich nicht an das weder von ihnen einzeln noch vom Deutschen Bund jemals gebilligte Londoner Protokoll gebunden sahen. Sie erblickten in der Entwicklung die günstige Gelegenheit, durch die Schaffung eines weiteren souveränen (37.) deutschen Bundesstaates ihr gemeinsames Gegengewicht gegen die beiden Großmächte Österreich und Preußen zu verstärken. Durch diese Mittel- und Kleinstaaten wurde am 7. Dezember 1863 ein Antrag auf „Bundesintervention“ in Holstein-Lauenburg, d. h. auf Krieg gegen Dänemark, gestellt, der von Preußen und Österreich nur mit Mühe (und zum Schluss einer Stimme Mehrheit) in einen (Wiederholungs-)Beschluss zur Bundesexekution und damit zu einem rechtlich geregelten Verfahren umgewandelt werden konnte.

## Internationales Umfeld

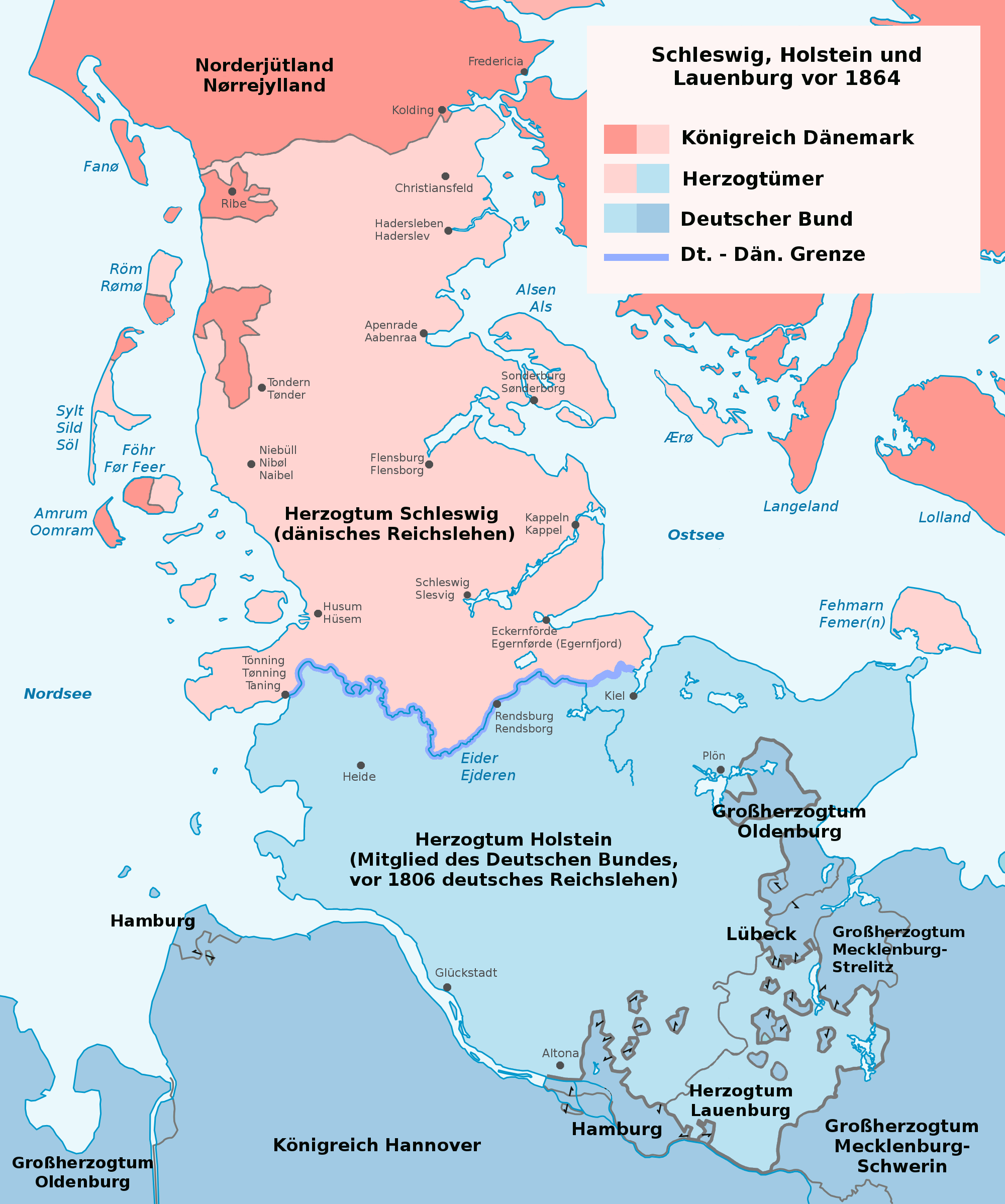
Die Herzogtümer Schleswig, Holstein und Lauenburg vor dem Deutsch-Dänischen Krieg

Die dänische Regierung rechnete zu Beginn des Konfliktes mit britischer und russischer Unterstützung aus strategischen Gründen: Beiden Mächten musste eine Machtvergrößerung Preußens unwillkommen sein. Bei Großbritannien kam die auch in der dortigen Bevölkerung unpopuläre Aussicht hinzu, dass eine zweite der fünf europäischen Großmächte direkten Zugang zur Nordsee erhielte, bei Russland die dynastische Verbindung des Zaren zur dänischen Königsfamilie (Haus Oldenburg). Überhaupt ging es ihnen um den Handelsweg von der Nordsee in die Ostsee, der ihrer Meinung nach in dänischer Hand bleiben sollte.
Jedoch war Russland zu dieser Zeit mit der Niederschlagung des polnischen Aufstandes von 1863 beschäftigt und dabei auf die in der Konvention Alvensleben vereinbarte Unterstützung Preußens angewiesen. Großbritannien hingegen, das nur über geringe Landstreitkräfte verfügte, bedurfte des Bündnisses mit einer Festlandsmacht, um direkt in den Krieg eingreifen zu können. Die britische Regierung beschloss daher, nur dann aktiv in den Konflikt einzugreifen, wenn Frankreich dies auch tue.
Napoleon III. wiederum war einer Erwerbung Schleswig-Holsteins durch Preußen nicht abgeneigt, sofern Frankreich dafür Kompensationen im Linksrheinischen erhielte, und ging daher nicht auf die britischen diplomatischen Angebote ein. Der panskandinavistisch ausgerichtete schwedische König Karl XV. sprach der dänischen Regierung Unterstützung zu, konnte sich jedoch nicht gegen das schwedische Parlament durchsetzen.
Eine rechtlich haltbare Handhabe zur Einmischung ausländischer Mächte vermied Bismarck, indem er – gegen den lautstarken Protest der liberalen und nationalen Kräfte – zunächst strikt auf Einhaltung des Londoner Protokolls beharrte, im Gegensatz zur öffentlichen Meinung auch die Herrschaftsrechte Christian IX. uneingeschränkt anerkannte und alle weitergehenden Schritte ablehnte. In Schleswig marschierten die deutschen Truppen daher zunächst noch nicht ein, sondern blieben auf dem Territorium des Deutschen Bundes.

## Vorbereitung

### Dänemark
Die dänische Armee mit einer Friedensstärke von 7500 Mann beruhte auf dem System der allgemeinen Wehrpflicht mit zugelassener Stellvertretung. Bereits seit November 1863 erfolgte die Mobilmachung, so dass den Bundesexekutionstruppen Ende 1863 in Holstein und Lauenburg etwa 12.000 dänische Soldaten weitläufig verteilt gegenüberstanden. Nach dem Beginn der Bundesexekution zogen sich diese Truppen langsam kampflos auf Stellungen zwischen Rendsburg und Schleswig und bei letztgenannter Stadt zurück. Für den bevorstehenden Krieg war das dänische Heer in eine Feldarmee aus drei Infanterie-Divisionen und einer Kavallerie-Division sowie Artillerie- und Infanterie-Reserven, zusammen etwa 36.000 Mann mit 104 Geschützen, und Ersatz- und Garnisonstruppen von etwa 18.000 Mann gegliedert.
Der Gefechtswert der dänischen Landtruppen war niedrig. Aufgrund der geringen Friedensstärke mangelte es an gut ausgebildeten Offizieren und Unteroffizieren. Die Infanterie war mit Vorderladern ausgerüstet und die Artillerie befand sich in der Umrüstung auf Geschütze mit gezogenem Rohr.
Die dänische Marine war auf der Höhe der Zeit: Von 31 vorhandenen Dampfschiffen mit 387 Geschützen waren zu Kriegsbeginn 26 Schiffe mit 363 Kanonen verfügbar, hinzu kamen noch einige Segelschiffe und Kanonenboote der Küstenverteidigung mit zusammen 80 Geschützen. Mit dem volleisernen Turmschiff Rolf Krake besaßen die Dänen das damals modernste Kriegsschiff der Welt, das auch in sehr flachen Gewässern operieren und in Kämpfe an Land eingreifen konnte.
Im Januar 1864 richtete die dänische Regierung einen Nachrichtendienst zur Aufklärung gegnerischer Truppen und Vorhaben sowie zur Spionageabwehr ein. Mit der Leitung wurde der aus dem Militärdienst ausgeschiedene Premierløjtnant Niels Sylow beauftragt, zu diesem Zeitpunkt Bürgermeister von Korsør. Sylow baute ein Netz aus mehreren hundert Mitarbeitern und Informanten auf. Da der Generalstab seine Arbeit aber als wenig wirkungsvoll einschätzte, wurde er zum 25. Juni 1864 durch Martin Hertz abgelöst, den Chef der Kriminalpolizei von Kopenhagen. Ob und in welchem Maß die Arbeit des Nachrichtendienstes Einfluss auf den Kriegsverlauf hatte, lässt sich heute nicht mehr nachvollziehen. Nach dem Krieg wurde der Nachrichtendienst aufgelöst.
Die politische Führung Dänemarks hatte dem Oberkommando eine praktisch unlösbare Doppelaufgabe gestellt: Einerseits sollte das Danewerk mit allen Mitteln behauptet werden, andererseits sollte das Heer zumindest im Kern erhalten bleiben.

### Preußen und Österreich
Beide Mächte mobilisierten nur kleine Teile ihrer Landheere: Preußen etwa 35.000 Mann mit 110 Geschützen für den Feldzug, gegliedert in ein Armeekorps und die durch Kavallerie verstärkte Gardeinfanteriedivision, dazu sieben Festungsartilleriekompanien zum Küstenschutz in der Heimat, Österreich etwa 21.300 Mann mit 48 Geschützen, gegliedert in vier Infanterie- und eine Kavalleriebrigade sowie drei Pionierkompanien und eine kleine Artilleriereserve. Die preußischen Truppen waren bereits durchgängig mit Zündnadel-Hinterladern ausgerüstet, außerdem war die Umrüstung der Artillerie wesentlich weiter vorangeschritten als bei der dänischen Armee. Die preußischen und österreichischen Soldaten trugen während der Kriegshandlungen weiße Armbinden, um sich während der Kriegshandlungen als Verbündete zu erkennen. Die Armbinden sollten an den gemeinsamen Kampf in den Befreiungskriegen gegen Napoleon erinnern.
Die schwache preußische Flotte von 23 Dampfschiffen mit 117 Geschützen sowie 25 Segel- und Ruderfahrzeugen mit zusammen 40 Geschützen musste sich auf Hilfs- und Verteidigungsaufgaben beschränken. Erst nach Kriegsbeginn formierte die österreichische Marine im Mittelmeer ein Geschwader aus neun Dampfschiffen mit 246 Geschützen und entsandte es in die Nordsee. Wegen des langen Fahrtweges konnte mit dessen Eingreifen aber nicht vor Mai gerechnet werden.

### Ultimative Kriegserklärung
Am 14. Januar 1864 erklärten Österreich und Preußen in Frankfurt am Main, ihre Politik gegenüber Dänemark im weiteren Verlauf auch ohne Rücksicht auf Beschlüsse des Bundestages verfolgen zu wollen. Am 16. Januar 1864 stellten beide Großmächte Dänemark ein 48-Stunden-Ultimatum zur Aufhebung der Novemberverfassung und zur Räumung Schleswigs. Die besagte Note übergaben in Kopenhagen die Gesandten Preußens, Hermann Ludwig von Balan, und Österreichs, Adolph von Brenner-Felsach, dem Ministerpräsidenten und Minister für Auswärtige Angelegenheiten Carl Christian Hall. Deren Schluss lautete:

„Sollte die dänische Regierung dieser Aufforderung nicht entsprechen, so würden die beiden deutschen Mächte sich genöthigt sehen, die ihnen zu Gebote stehenden Mittel zur Herstellung des status quo und zur Sicherung der vertragsmässigen Rechte des Herzogthums Schleswigs in Anwendung zu bringen. […] Die unterzeichneten bisherigen Gesandten der beiden Mächte, welche, wenngleich nicht förmlich akredetiert, in diesem Falle im speziellen Auftrage ihrer Regierung handln, sind angewiesen worden, die Aufhebung der Verfassung vom 18. November v. J. zu verlangen, und wenn die Erklärung, dass dieselbe erfolgt sei, ihnen nicht im Laufe des 18. d. M. zugeht, Kopenhagen zu verlassen.“

 Die dänische Regierung antwortete am 18. Januar abschlägig. Herr von Brenner verließ sofort Kopenhagen, während der preußische Gesandte erst in der letzten Januarwoche die Hauptstadt verließ.

Grundlage der preußisch-österreichischen Note war das Bündnis zwischen Bismarck und dem österreichischen Gesandten in Berlin, Alajos Károlyi bezüglich eines gemeinsamen Vorgehens, dessen Bedingungen im Protokoll vom 16. Januar 1864 festgehalten wird. Darin verpflichteten sich beide Mächte unmittelbar nach Ablehnung ihrer Aufforderung seitens Dänemark, alle militärischen Vorkehrungen zu treffen, ohne Mitwirkung der in Holstein aufgestellten Bundestruppen die Eider in geeigneter Stärke zu überschreiten, die einen Durchbruch oder eine Umgehung des Danewerks möglich macht. 

„Im Fall der Versetzung Schleswigs werden die beiden Mächte nicht zugeben, dass durch Demonstrationen der Entscheidung der Sukzessionsfrage tatsächlich irgendwie vorgegriffen werde. Die oberste Autorität in Schleswig wird durch den Oberbefehlshaber der Truppen ausgeübt, welchem für die Zivilverwaltung Kommissaren beigegeben werden sollen. Die Autorität des Königs von Dänemark wird suspendiert, und eine Einwirkung dänischer Behörden oder Demonstrationen eines Teiles der Bevölkerung werden ebenso wenig geduldet werden, als Versuche der Augustenburgischen oder der demokratische Partei, von außen her oder im Lande selbst politische Kundgebungen hervorzurufen. Auf einen Vorschlag der nichtdeutschen Mächte, unter vorläufiger Aufrechterhaltung des status quo in den Herzogtümern, Konvergenzen über die deutsch-dänische Angelegenheit abzuhalten, werden Preußen und Österreich unter der Voraussetzung eingehen, dass entweder die Zurücknahme der Verfassung vom 18. November 1863 oder die Versetzung Schleswigs durch preußische und österreichische Truppen erfolgt sein wird. Für den Fall, dass es zu Feindseligkeiten in Schleswig käme und zwischen den deutschen Mächten und Dänemark bestehenden Vertragsverhältnissen hinfällig würden, behalten die Höfe von Preußen und Österreich sich vor, die künftigen Verhältnisse der Herzogtümer nur im gegenseitigen Einverständnis festzustellen. Zur Erzielung dieses Einverständnisses würden sie eintretenden Falles die sachgemäßen weiteren Abreden treffen. Sie werden jedenfalls die Frage über die Erbfolge in den Herzogtümern nicht anders als in gemeinsamen Einverständnisse entscheiden. Für den Fall tatsächlicher Einmischung anderer Mächte in den Streit zwischen Deutschland und Dänemark bleiben weitere Vereinbarungen vorbehalten.“

 Am 22. Januar löste sich die preußische Brigade unter Philipp Carl von Canstein und die österreichische Brigade bestehend aus vier Bataillonen (böhmisches 18. Jäger-Bataillon und zwei Bataillone des Infanterieregiments Nr. 30 „Baron Martini“) unter dem Befehl von Leopold Gondrecourt aus den Exekutionstruppen des deutschen Bundes heraus, um sich mit dem durch Holstein strömenden preußisch-österreichischen Operationsheer und Friedrich von Wrangel zu vereinigen. Am Morgen des 31. Januar erklärten Österreich und Preußen die geplante Besetzung Schleswigs gegenüber den übrigen Signatarmächten des Londoner Protokolls, dem Vereinigten Königreich, Frankreich, Russland und Schweden, die dann ohne weitere Kriegserklärung ab dem 1. Februar 1864 erfolgte. In der Bundesversammlung führte das eigenmächtige Vorgehen der beiden deutschen Großmächte mehrmals zu Protesten der deutschen Mittelstaaten wegen Rechtswidrigkeit. Bayern und Sachsen verwehrten Österreich Truppentransporte durch ihre Territorien, so dass sie über Schlesien erfolgen mussten. Die in Holstein befindlichen sächsischen und hannoverschen Bundestruppen waren zudem bereit, den preußischen und österreichischen Truppen entgegenzutreten, doch lehnte die Bundesversammlung dies ab und zog das Bundeskontingent zurück. Gleichzeitig schickte Wrangel am 31. Januar, der nicht zufällig sein Hauptquartier im Kloster Bordesholm aufgeschlagen hatte, dem Ort, wo 1522 der Bordesholmer Vergleich geschlossen wurde, seinem erwarteten Gegner Christian Julius de Meza ins dänische Hauptquartier in Schleswig eine Anfrage bezüglich des erwarteten Waffenganges. Am 1. Februar 1864 überschritten die Alliierten die Eider, den Grenzfluss zwischen Holstein und Schleswig.

## Verlauf

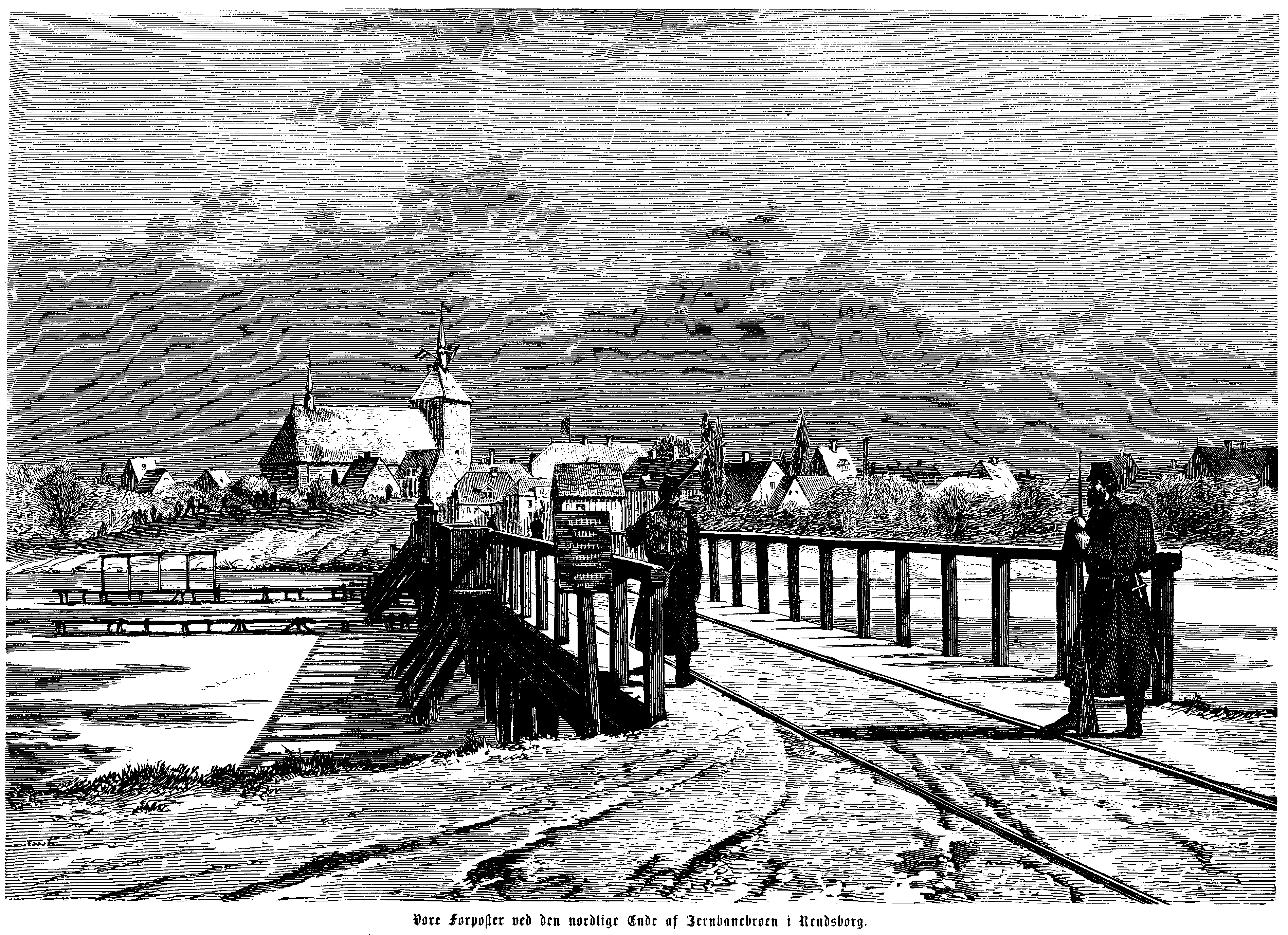
Nach der Bundesexekution in den Herzogtümern Holstein und Lauenburg und der Räumung stehen im Januar 1864 dänische Wachen an der Brücke zur Eider, im Hintergrund Rendsburg mit schleswig-holsteinischen Flaggen vom Kirchturm.

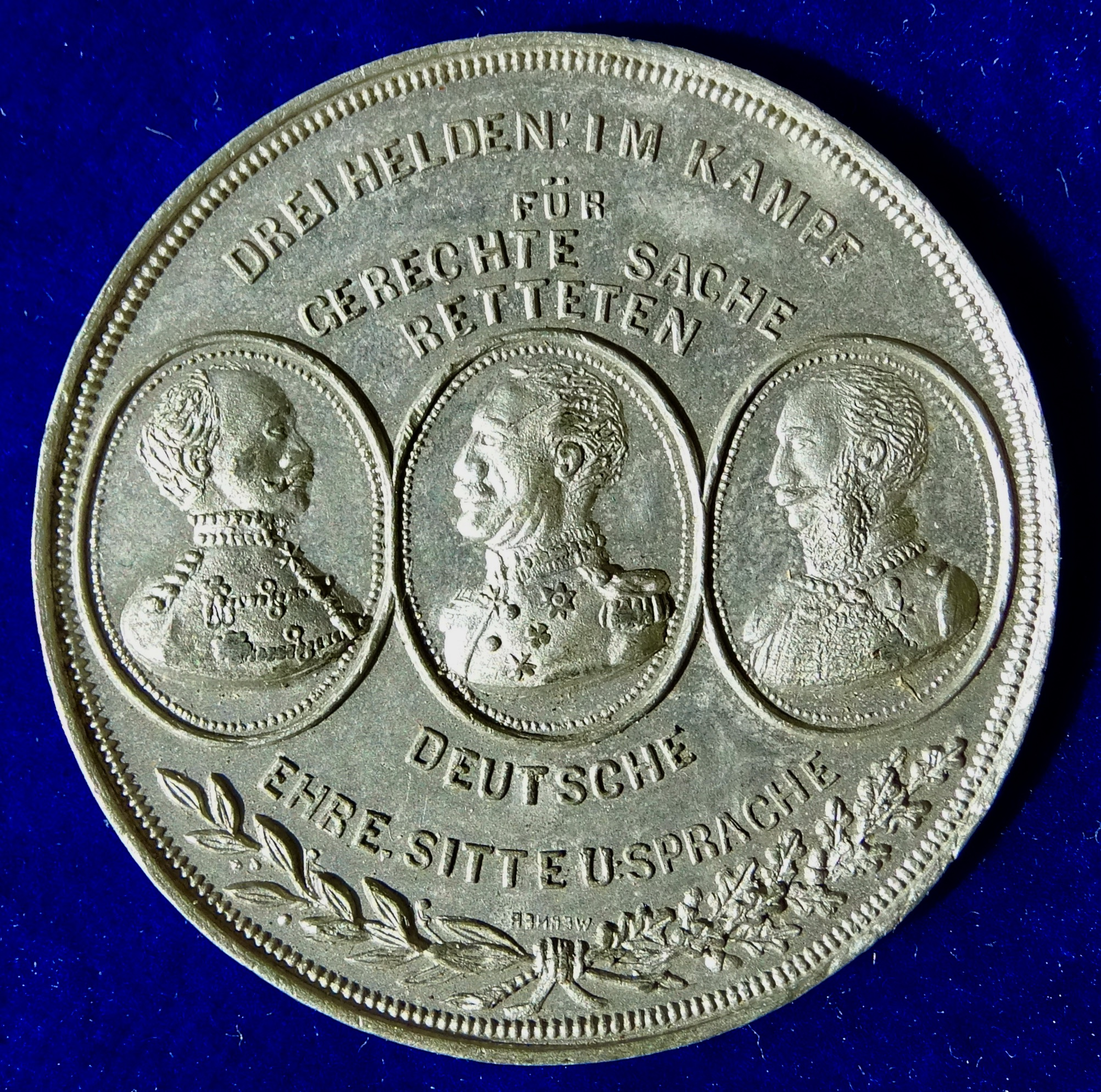
Medaille von 1864 mit Porträts der Kommandeure auf der deutschen Seite von links nach rechts Prinz Friedrich Karl, Graf Wrangel und General Freiherr von Gablenz

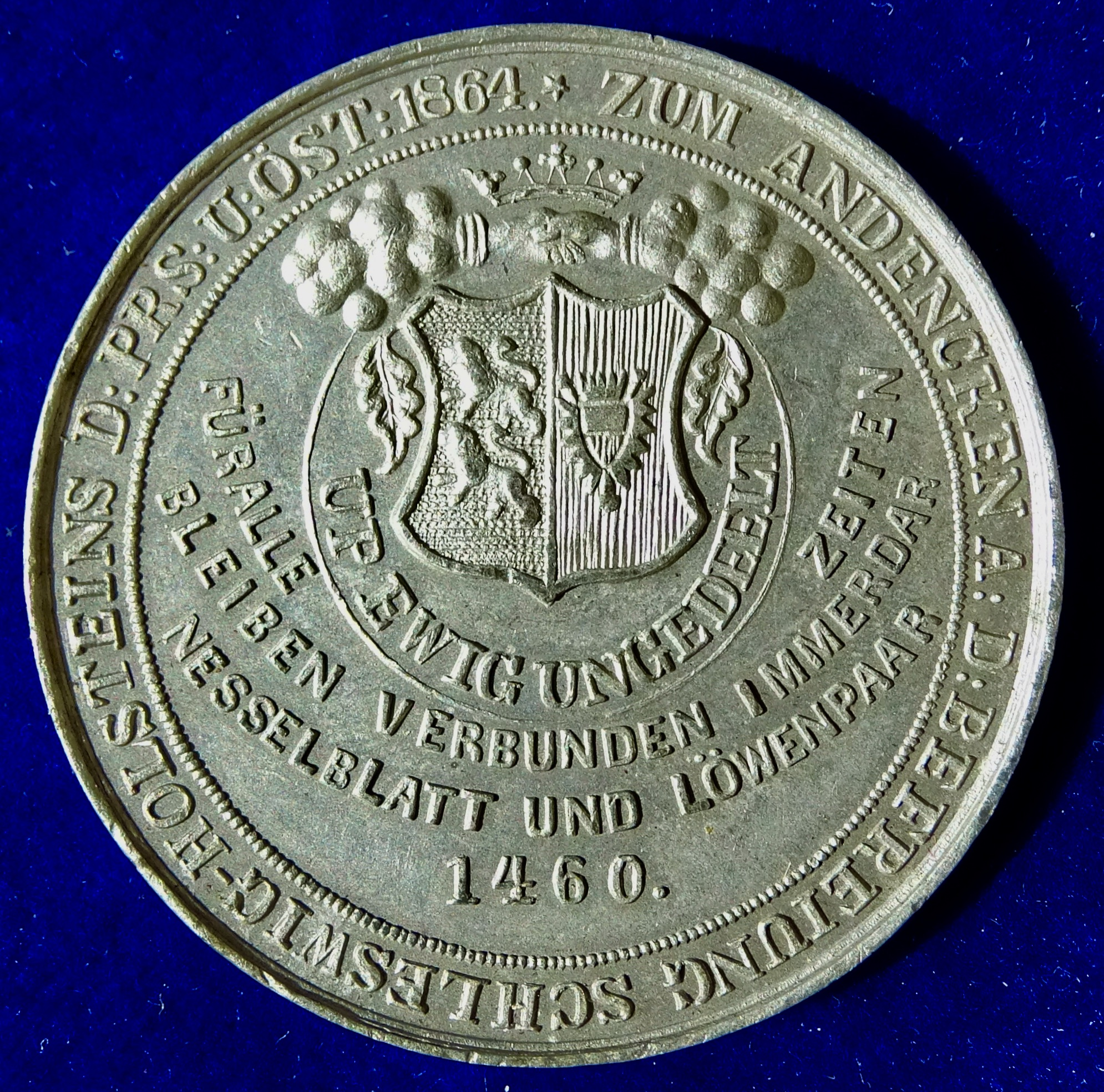
Das Wappen von Schleswig-Holstein auf der Rückseite dieser Gedenkmedaille von 1864

Die ersten Schüsse des Krieges fielen nahe der Stadt Rendsburg an der Eider: Österreichische und preußische Truppen unter Wrangel überschritten nach dem Ablauf des Ultimatums am Morgen des 1. Februar 1864 ohne Zustimmung des Bundestages den Fluss, der seit einem Jahrtausend die Grenze zwischen Holstein und Schleswig markierte.
Am darauf folgenden Tag versuchten die Preußen erfolglos und unter Verlusten, im Gefecht von Missunde die Schlei zu überqueren. Gleichzeitig überschritten die Österreicher die Sorge und rückten bis auf zehn Kilometer an das Danewerk heran, wo sich die Dänen sehr gut verschanzt hatten. Bei Ober-Selk, Jagel, am Königshügel und bei Wedelspang kam es daraufhin am 3. Februar 1864 zu schweren Gefechten, bei denen die Dänen in ihre Verschanzungen zurückgedrängt wurden. Dabei fielen 16 Offiziere und 66 Mann der Österreicher. Ihnen zu Ehren wurde noch im Herbst 1864 ein Ehrenmal auf dem Königshügel errichtet.
Der preußisch-österreichische Plan sah vor, dass die Österreicher das erneut befestigte Danewerk frontal angreifen sollten, während die Preußen die Schlei bei Missunde überschreiten, die Dänen von hinten umgehen und einschließen sollten. Nachdem der Übergang bei Missunde misslungen war, überschritt die Preußische Armee die Schlei schließlich am 6. Februar bei Arnis. Die Dänen hatten sich hier zwar auf den Frontalangriff vorbereitet, aber die Stellung war noch nicht vollständig ausgebaut gewesen, außerdem war die Stellung für die geringe Zahl der dänischen Truppen zu ausgedehnt. Eis und Schnee behinderten beide Armeen. Der dänische Oberbefehlshaber Generalleutnant Christian Julius de Meza ließ daraufhin ab dem 6. Februar 1864 das Danewerk räumen, um der preußischen Umfassung zu entgehen, und zog sich unter Zurücklassung der schweren Artillerie nach einem blutigen Nachhutgefecht mit den Österreichern bei Oeversee unweit von Flensburg nach Sundewitt zurück. Die kampflose Aufgabe des Danewerks, das in der im 19. Jahrhundert aufgekommenen dänischen „Nationalmythologie“ aufgrund seiner langen Geschichte eine erhebliche Rolle spielte, löste in Dänemark einen Schock aus und de Meza wurde abgelöst. Sein Nachfolger als Oberkommandierender wurde ad interim der Artilleriebefehlshaber und frühere Kriegsminister Generalleutnant Mathias von Lüttichau, endgültig dann der bisherige Kommandeur der 1. Infanteriedivision, Generalleutnant Georg Daniel Gerlach.
Allerdings wurde durch den Rückzug das Gros der dänischen Armee vor der Vernichtung bewahrt. Der Großteil des Heeres konnte sich in die Düppeler Schanzen, eine gegenüber von Sonderburg zwischen Flensburger Förde und Alsensund gelegene Festungsanlage, zurückziehen; die durch ein Infanterieregiment und geringe Artillerie verstärkte Kavalleriedivision marschierte weiter nach Norden, um Jütland zu decken. Eine Verfolgung durch die Alliierten war unter den herrschenden Witterungsbedingungen ohnehin schwierig, sie wurde aber durch die Uneinigkeit über das weitere Vorgehen weiter verzögert: Die bisherigen Abmachungen zwischen Preußen und Österreich beinhalteten nur die Besetzung Schleswigs, nun brauchte es neue Absprachen. Erst am 1. März einigten sich die Verbündeten dahingehend, dass der Hauptangriff gegen Düppel erfolgen solle, während schwächere Kräfte Teile Jütlands besetzen sollten. Gleichzeitig erklärten beide Mächte, dass sie jederzeit zu einem Waffenstillstand auf der Grundlage entweder des aktuellen beiderseitigen Besitzstandes oder einerseits der Räumung Jütlands und andererseits der Räumung Düppel-Alsens (sowie der Freigabe einiger von Dänemark beschlagnahmter Handelsschiffe) bereit seien. Dies lehnte Dänemark ab.
Die Österreicher unter General Ludwig von Gablenz marschierten schließlich von Flensburg nordwärts, während die Preußen langsam ostwärts Richtung Alsensund vorrückten, wo sich die dänische Armee vor den Toren Sonderburgs bei Düppel verschanzt hatte. Von dieser Flankenstellung aus konnten einerseits die Alliierten bei einem Vormarsch nach Jütland bedroht werden, andererseits blieb ein (wenn auch nur kleiner) Teil Schleswigs in dänischer Hand, was die dänische Stellung bei den in London geplanten Verhandlungen über das weitere Schicksal Schleswigs, Holsteins und Lauenburgs verbessern sollte.
Am 11. und 12. Februar bezog das preußische Armeekorps unter Prinz Friedrich Karl von Preußen eine Stellung auf der Halbinsel Sundewitt, sechs bis acht Kilometer vor den Schanzen, ab dem 22. Februar begann die Aufklärung der dänischen Stellungen, die zum Ergebnis hatten, dass die Schanzen allein durch Feldartillerie nicht bezwungen werden konnten. Prinz Friedrich Karl wollte auf eine verlustreiche Erstürmung der Schanzen gerne verzichten und stattdessen mit 20.000 Mann auf die Insel Alsen übersetzen und so die dänischen Truppen einschließen. Voraussetzungen für das Gelingen waren allerdings das unbemerkte Postieren einiger schwerer Batterien zur Abwehr eines möglichen Gegenangriffs der dänischen Marine sowie Windstille und ruhige See, da als Übersetzmittel nur Ruderboote zur Verfügung standen. Dieser Plan scheiterte schließlich, da ein am 2. und 3. April tobender Sturm das Überraschungsmoment vereitelte und der dänischen Seite genügend Zeit gab, Vorbereitungen für die Abwehr einer Landung zu treffen.
So wurde die ohnehin parallel vorbereitete Belagerung und Erstürmung der Schanzen verstärkt wieder aufgenommen. Seit dem 7. April wurden die Schanzen und ihr Hinterland aus 62 schweren Geschützen beschossen, am 8. April kamen weitere 20 schwere Geschütze dazu. Die Belagerungsartillerie, zu der die modernsten Geschütze ihrer Zeit gehörten, war der insgesamt 175 schwere und 48 Feldgeschütze zählenden dänischen Artillerie deutlich an Feuergeschwindigkeit und Reichweite überlegen. Allmählich wurde auch ein Netz von Gräben ausgehoben – die erste Parallele Ende März 900 Meter, die Halbparallele am 7./8. April 650 Meter, die zweite Parallele am 10./11. April rund 400 Meter vor den Schanzen. Da sich die Eröffnung der Londoner Konferenz verzögerte, konnte auch der ursprünglich für den 14. April angesetzte Sturm auf die Schanzen verschoben werden und so am 14./15. April noch eine dritte Parallele 250 bis 300 Meter vor den Schanzen gezogen werden, was die unter feindlicher Feuerwirkung zurückzulegende Strecke für die Infanterie nochmals erheblich reduzierte.
Zu diesem Zeitpunkt befanden sich die dänischen Truppen in den Schanzen bereits in einer kritischen Lage: Ungefähr die Hälfte ihrer Geschütze war zerstört oder beschädigt, ungefähr ein Drittel des Mannschaftsbestandes durch Tod, Verwundung oder Krankheit ausgefallen, die Mannschaftsunterkünfte und die Palisaden der Schanzen zu einem erheblichen Teil zerstört.
Als daher am 18. April um vier Uhr starkes preußisches Artilleriefeuer einsetzte, wurde ein Teil der dänischen Kräfte aus dem Feuerbereich zurückgezogen, so dass der um zehn Uhr planmäßig beginnende Sturmangriff nur auf geringe Gegenwehr traf. Innerhalb einer Viertelstunde waren die sechs Schanzen der Hauptangriffsfront genommen, während die vier nördlichen Schanzen der ersten Linie in dänischer Hand blieben. Da das dänische Oberkommando die Nachricht vom Beginn des Sturmes erst erhielt, als sowohl die erste als auch die zweite Schanzenlinie bereits überrannt waren, scheiterte auch der verspätete dänische Gegenstoß. Gegen Mittag wurden die bis dahin noch nicht erstürmten nördlichen Schanzen von den dänischen Truppen geräumt, kurz danach auch der Brückenkopf unmittelbar gegenüber von Sonderburg. Die Pontonbrücken zwischen Stadt und Brückenkopf wurden nach der Überquerung durch die Verteidiger zum Teil noch ordnungsgemäß abgebaut, zum Teil zerstört. Die Artilleriegefechte mit den dänischen Batterien auf Alsen dauerten noch bis zum Anbruch der Dunkelheit an.
Mit dem Ausgang der Schlacht war der Krieg im Grunde entschieden, da die dänische Hauptarmee nun auf Alsen gebunden war und nicht mehr in den Kampf um Jütland eingreifen konnte. Außerdem waren die dänischen Verluste von 4800 Mann nur schwer zu ersetzen, während die Preußen ihre Verluste von 1200 Mann problemlos ausgleichen konnten. Die österreichischen Truppen belagerten zur selben Zeit die Festung Fredericia, die schließlich ebenfalls von den Verteidigern aufgegeben wurde. Die dänischen Truppen wurden über die See auf die Inseln Fünen (16.000 Mann mit 56 Geschützen) und Alsen (10.000 Mann mit 24 Geschützen) evakuiert. In Jütland verblieben nördlich des Limfjords 10.000 Mann mit 24 Geschützen.

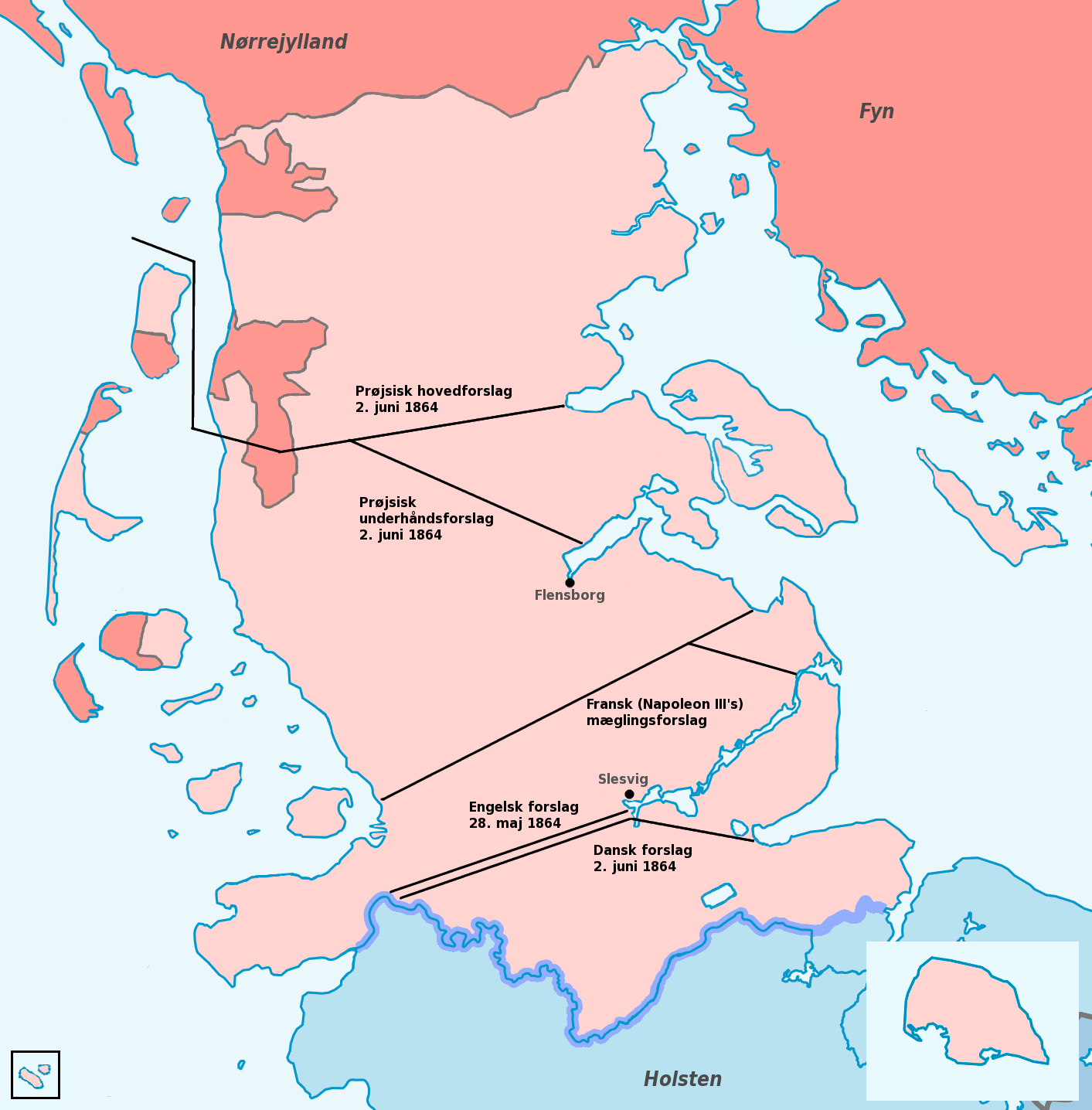
Vorschläge für eine Teilung Schleswigs 1864

Graf Wrangel legte im Mai das Oberkommando nieder. Nun wurde Prinz Friedrich Karl von Preußen Oberbefehlshaber der alliierten Armeen. Am 9. Mai ereignete sich das Seegefecht vor Helgoland, das zwar mit einem taktischen dänischen Sieg endete, das Blatt aber nicht mehr wenden konnte. Am 12. Mai trat nach Beginn der Friedensverhandlungen in London ein Waffenstillstand in Kraft. Auf Initiative Großbritanniens wurden Möglichkeiten zu einer diplomatischen Lösung des Konfliktes erörtert. Bald konzentrierten sich die Verhandlungen auf eine Teilung Schleswigs. Von preußischer Seite wurde eine Teilung auf Höhe der Linie Apenrade – Tondern, von dänischer Seite eine Teilung auf Höhe des Danewerks vorgeschlagen. Kompromissvorschläge von Seiten Großbritanniens und Frankreichs, Schleswig auf Höhe der Schlei oder längs der Linie Gelting – Husum zu teilen, fanden keine Zustimmung der kriegsführenden Parteien, so dass der Krieg erneut aufflammte. Daraufhin trafen Österreich und Preußen am 24. Juni die Karlsbader Abmachung. Von Düppel aus bombardierten die preußischen Truppen die Stadt Sonderburg. Am 29. Juni gelang ihnen bei Sottrupskov der Übergang über den Alsensund und die dänische Armee zog sich nach Fünen zurück. In kurzer Zeit war die gesamte Insel Alsen besetzt. Ein weiterer Vorstoß preußischer Truppen erreichte nach Überschreiten des Limfjords und dem Gefecht von Lundby am 11. Juli die Nordspitze Jütlands, womit das gesamte dänische Festland, ein Großteil des dänischen Königreichs selbst, von den preußischen und österreichischen Truppen besetzt war. Nun waren auch die dänischen Inseln – insbesondere Fünen – gefährdet, und die dänische Regierung musste erneut in Waffenstillstands- und Friedensverhandlungen eintreten, nun allerdings unter für sie sehr viel ungünstigeren Bedingungen. Am 18. Juli 1864 um 3 Uhr unterschrieben der preußische Oberstleutnant Gustav von Stiehle, ausgestattet mit einer Vollmacht des Oberbefehlshabers der alliierten Armee Friedrich Karl Prinz von Preußen und der dänische Oberst Heinrich Kauffmann (Chef des Generalstabs) in Christiansfeld den Waffenstillstand zwischen Preußen, Österreich und Dänemark, der am 20. Juli 1864 um 12 Uhr in Kraft trat. Am 30. Oktober 1864 endete der Krieg mit dem Frieden von Wien.

## Ergebnis

Karte der Gebietsveränderungen

### Planung und Wirklichkeit
Moltke ersann bereits 1862 als Übung einen Feldzugsplan gegen Dänemark, den er später aktualisierte und detailliert ausführte. Der Grundzug des Planes befolgt den Grundzug Napoleons: das vollständige Ausschalten der gegnerischen Armee. Der dänischen Armee müsse dazu der Rückzug in die nur drei Tagesmärsche entfernte Auffangstellung bei Düppel verlegt werden. Dazu sollte das Danewerk im Osten bei Missunde oder bei Arnis umgangen werden und der dänischen Armee noch am Danewerk in den Rücken gefallen und diese neutralisiert werden. Wenn dies nicht gelänge, sollte dem dänischen Heer zumindest das Erreichen der Nachschublinien an der Ostseeküste verunmöglicht und sie an der Nordseeküste gestellt und ausgeschaltet werden. Dieser Plan war zwar Wrangel zu Kenntnis gebracht worden, wurde aber aus verschiedenen Unzulänglichkeiten nicht ausgeführt: So machte man sich nach dem glücklosen Gefecht von Missunde und nach dem Erfolg von Ober-Selk schon zur Belagerung bereit. Der Übergang bei Arnis kam zu spät. Weder gelang es, den Rückzug zu verhindern – von einem kleinen Nachhutgefecht bei Oeversee abgesehen – noch die dänische Armee von der Ostseeküste abzuschneiden. Weiterhin wurde der Plan des Generalstabsoffiziers Leonhard von Blumenthal, der dänischen Armee den Rückzug über die Insel Alsen durch eine amphibische Landung auf der Insel abzuschneiden, durch ungünstiges Wetter am 2. und 3. April verhindert. So kam es schließlich zur Belagerung von Düppel, die eigentlich vermieden werden sollte. Hierbei wurde außerdem übersehen, dass der Feind bereits den Abzug aus dieser langfristig unhaltbaren Stellung vorbereitete.
Völlig unabgestimmt zwischen den Alliierten war auch die Besetzung Jütlands. Obwohl man ein solches Vorgehen aus militärischen Gründen zwingend hätte erwarten müssen, und dies auch bei Moltke und Wrangel keine Verwunderung auslöste, war man in den diplomatischen Kreisen in Berlin und Wien doch überrascht.

### Politische Veränderungen
Zunächst übernahmen die beiden Siegermächte die Besetzung und Verwaltung als Kondominium. Im Vertrag von Gastein vom 14. August 1865 wurde Preußen die alleinige Verwaltung Schleswigs, Österreich die alleinige Verwaltung Holsteins bei fortbestehendem gemeinsamen Besitz übertragen, während die österreichischen Rechte am Herzogtum Sachsen-Lauenburg für 2,5 Millionen Taler von Preußen gekauft wurden. Bis zu seiner Eingliederung 1876 blieb Lauenburg ein in Personalunion mit Preußen verbundener deutscher Teilstaat. In Folge des Deutschen Krieges annektierte Preußen Schleswig und Holstein und bildete 1867 die Provinz Schleswig-Holstein.
Durch den Deutsch-Dänischen Krieg kamen etwa 200.000 dänische Schleswiger unter preußische Hoheit und der dänische Herrschaftsbereich verkleinerte sich zum dritten Male deutlich seit dem 17. Jahrhundert, da die Herzogtümer nicht mehr von Kopenhagen aus regiert wurden. Dänemark hatte bereits im Frieden von Roskilde 1658 seine schonischen Provinzen (Schonen, Halland und Blekinge) an Schweden abtreten müssen, wodurch Kopenhagen zur Grenzstadt wurde. Im Frieden von Kiel vom 14. Januar 1814 musste Dänemark auch Norwegen an Schweden abtreten (und erhielt als Kompensation das Herzogtum Lauenburg). Das Königreich Dänemark selbst blieb – da die Herzogtümer nur durch Personalunion mit ihm verbunden gewesen waren – in seinem Umfang unberührt, sofern man den staatsrechtlichen Status Schleswigs als dänisches Reichslehen außer Acht lässt. Das eigentliche Königreich vergrößerte sich letztlich sogar durch einen Gebietsaustausch mit dem Herzogtum Schleswig. Insbesondere auf den Inseln hatte es mit den Königlichen Enklaven kleinere Territorien gegeben, die staatsrechtlich nicht zu Schleswig, sondern zu Dänemark gehörten; diese wurden nun getauscht, um ein homogenes Gebiet zu erzielen. Um die Integrität seines Herrschaftsbereichs zu wahren, bot der dänische König Christian IX. dem preußischen König Wilhelm I. an, mit ganz Dänemark dem Deutschen Bund beizutreten, doch dies wurde abgelehnt.
Der Deutsch-Dänische Krieg zeigte, wie auch der zeitgleich stattfindende Bürgerkrieg in Nordamerika, einige neue Elemente moderner Kriege: Es trat die strategische Bedeutung der Eisenbahn beim Transport preußischer Truppen hervor, zum Beispiel aus Berlin, der als Fußmarsch sonst Wochen gedauert hätte. Und zum ersten Mal in der deutschen Kriegsgeschichte spielten Krupp-Geschütze, Krupp-Hinterlader-Kanonen mit gezogenen Läufen und Dreyses Zündnadelgewehre eine entscheidende Rolle. Krupp-Kanonen waren in der Lage, über den Wenningbund (die Sonderburg vorgelagerte Bucht) hinweg, Zerstörungen an den dänischen Schanzen anzurichten. Sie fanden dann einen erneuten Einsatz im Krieg von 1870/71 gegen Frankreich vor Paris. Der Krieg gegen Dänemark hatte außerdem einen maßgeblichen Einfluss auf die Entstehung des deutschen Nationalstaats von 1871.

## Kulturelle Folgen und Rezeption
1867 wurde der Idstedt-Löwe nach Berlin gebracht. 1945 wurde er von den Alliierten nach Dänemark überführt und in Kopenhagen aufgestellt. Eine Kopie befindet sich noch am Wannsee in Berlin. Nach jahrelanger Diskussion im Stadtrat Flensburgs und in Dänemark wurde er 2011 wieder auf einem Friedhof in Flensburg aufgestellt. Auch der Hærulfstein, ein am Ochsenweg in Nordschleswig gefundener Runenstein, wurde nach 1864 nach Berlin gebracht und dort am Jagdschloss Dreilinden aufgestellt, aber 1951 zurück nach Dänemark auf seinen ursprünglichen Standort geschafft. Eine große Rolle in den Friedensverhandlungen spielten die archäologischen Fundstücke der Flensburger Sammlung, insbesondere das in Nordschleswig gefundene Nydam-Schiff. Das Nydamschiff wurde 1863 im Nydam-Moor bei Sønderborg gefunden und befindet sich heute trotz dänischer Rückgabeforderungen nach den beiden Weltkriegen auf Schloss Gottorf in Schleswig. Die übrigen Teile der Sammlung befinden sich heute im Archäologischen Landesmuseum auf Schloss Gottorf in der Stadt Schleswig und im Dänischen Nationalmuseum in Kopenhagen.
Künstlerisch begleitet wurde der Krieg von den Malern Wilhelm Camphausen, Georg Bleibtreu, Louis Braun und Emil Hünten. Hünten war als Landwehrmann auch selbst in den kriegerischen Handlungen eingebunden. Dieser Krieg wurde von zwei Fotografen begleitet: dem aus Neuenburg in der Schweiz stammenden Charles Junod (1828–1877) und dem in Schleswig geborenen Christian Friedrich Brandt (1823–1891). Junod begleitete dabei bis Düppel die österreichischen, Brandt die preußischen Truppen.
Johann Strauss komponierte 1864 zu diesem Anlass den Deutschen Krieger-Marsch sowie den Verbrüderungs-Marsch. Gottfried Piefke komponierte vor Ort den Düppeler-Schanzen-Marsch, der dort auch uraufgeführt wurde, und den er – allerdings der Legende nach – mit dem Degen dirigierte, nachdem ihm eine Kanonenkugel den Taktstock aus der Hand geschossen hatte.
Im November 1864 stifteten König Wilhelm I. und Kaiser Franz Joseph I. die Kriegsdenkmünze für 1864. Für die an der Erstürmung der Düppeler Schanzen beteiligten Soldaten stiftete Wilhelm I. das Düppeler Sturmkreuz.

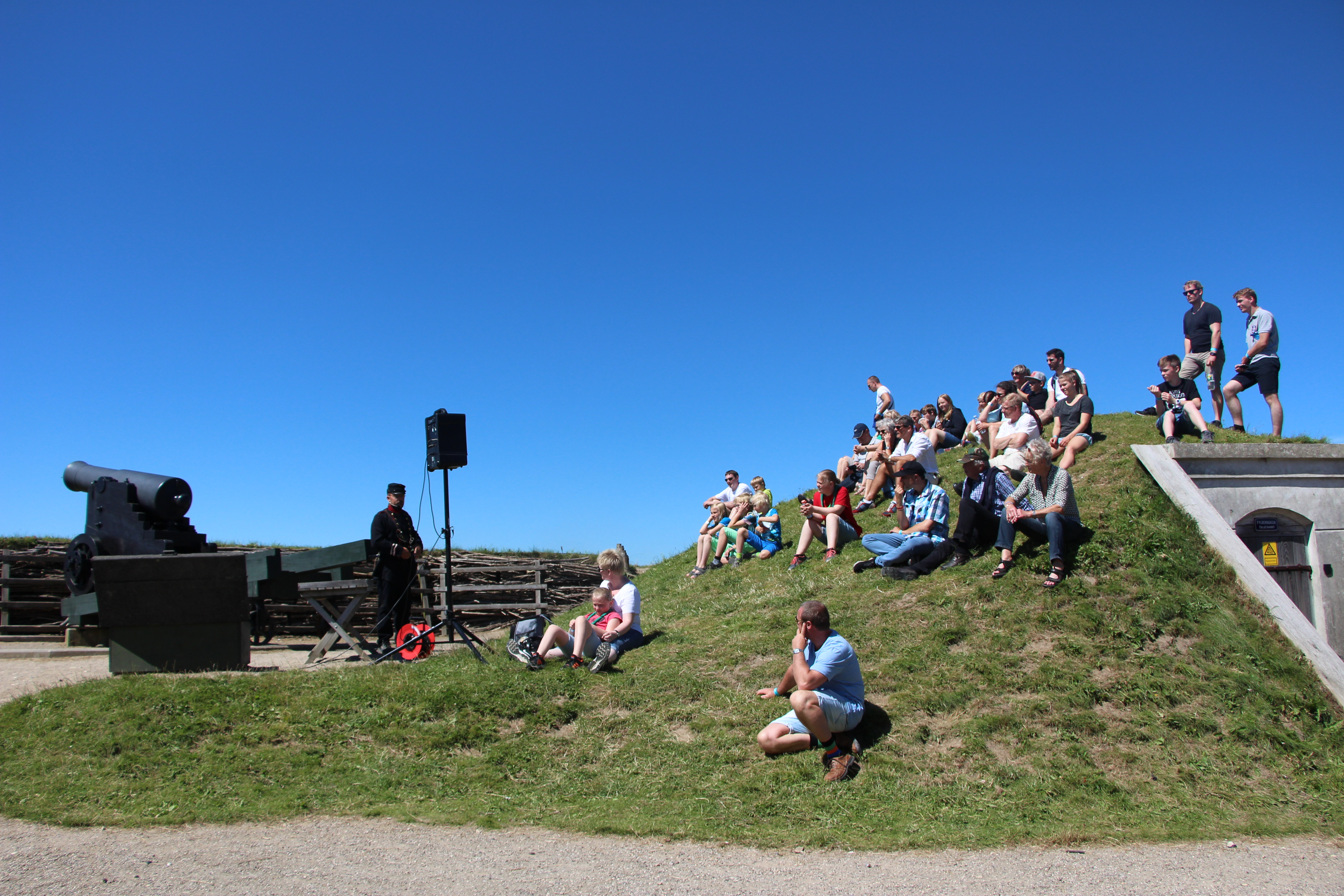
Besucher im Historiecenter Dybbøl Banke bei einer Demonstration der historischen Verteidigungswaffen

In Deutschland ist der Krieg von 1864 außerhalb Schleswig-Holsteins heute weitestgehend vergessen. Er war allerdings der bislang letzte vollwertige Krieg, in den Dänemark verwickelt war. In der Geschichte Dänemarks wird er neben der Einführung der Demokratie und des Grundloven (Grundgesetz) von 1849 als das wichtigste Ereignis des 19. Jahrhunderts betrachtet.
Das Historiecenter Dybbøl Banke (deutsch Geschichtszentrum Düppeler Anhöhe) wird von zahlreichen Schulklassen besucht. Jährlich findet ein Gedenktag am 18. April auf der Anhöhe der Düppeler Schanzen statt, der meistens nur regionales Ansehen hat, aber zum 150. Jahrestag 2014 mit der Teilnahme von Königin Margrethe II. sowie von Schleswig-Holsteins Ministerpräsident Torsten Albig erweitert war. Seit 2001 nehmen auch Vertreter der deutschen Bundeswehr teil, was anfänglich für rege Diskussion sorgte.
Das dänische Fernsehen strahlte zum 150. Jahrestag ein sehr aufwändig produziertes Historiendrama in mehreren Teilen aus, 1864. Hinsichtlich seiner Historizität war es durchaus umstritten. Unter anderem behauptet das Drama, der Deutsche Bund habe Dänemark angegriffen. Tatsächlich führten Österreich und Preußen den Krieg, während der Deutsche Bund das Vorgehen der beiden deutschen Großmächte als rechtswidrig verurteilte. Andere kontroverse Themen des Dramas waren die Darstellung der damaligen dänischen Politiker als untauglich sowie die Rahmengeschichte, welche die Ereignisse im Jahr 1864 mit der heutigen Diskussion über Einwanderung verbinden sollte.
An den Krieg und die Schlacht bei Alsen erinnern einige Straßen und Plätze, u. a. die Alsenstraßen in Bochum, in Lünen und Dortmund, dort existiert zudem auch eine Missundestraße.